# Inter*Face
Inter*Face è un album in studio del compositore tedesco Klaus Schulze, pubblicato nel 1985.
Venne ristampato nel 2006 con due tracce bonus.

## Tracce
Tutte le tracce sono state composte da Klaus Schulze.
1. On the Edge – 7:58
2. Colours in the Darkness – 9:13
3. The Beat Planante – 7:24
4. Inter*Face – 24:49
5. The Real Colours in the Darkness (bonus track) – 12:02
6. Nichtarische Arie (A Not So Hidden Track) (bonus track) – 13:47

## Formazione
- Klaus Schulze - strumentazione elettronica
- Ulli Schober - percussioni